# Barfuss
Pour l'écrivain suisse, voir Lukas Bärfuss.
Pour plus de détails, voir Fiche technique et Distribution.
Barfuss (« Pieds nus ») est un film allemand réalisé par Til Schweiger, sorti en 2005.

## Synopsis
Nick Keller perd un emploi après l’autre, et sa famille, son beau-père et son frère Viktor le prennent pour un raté. Seule sa mère n'a pas encore perdu tout espoir en lui. Alors qu’il est employé dans un hôpital psychiatrique, il empêche le suicide d’une jeune patiente nommée Leila. Depuis, celle-ci ne le quitte plus d’un pas…

## Fiche technique
- Réalisation : Til Schweiger
- Scénario : Til Schweiger, Jann Preuss, Nicola von Altenstadt et Stephen Zotnowski
- Production : Til Schweiger et Thomas Zickler
- Musique : Dirk Reichardt, Stefan Hansen, Max Berghaus
- Photographie : Christof Wahl
- Montage : Til Schweiger et Constantin von Seld
- Maquillage : Heike Merker
- Pays d'origine :  Allemagne
- Langue : allemand
- Format : couleur
- Durée : 118 minutes
- Dates de sortie : 
  - Allemagne : 31 mars 2005

## Distribution
- Til Schweiger : Nick Keller
- Johanna Wokalek : Leila
- Nadja Tiller : Madame Keller
- Steffen Wink : Viktor Keller
- Michael Mendl	: Heinrich Keller
- Alexandra Neldel : Janine
- Imogen Kogge : le docteur Blöchinger
- Janine Kunze : Sarah
- Markus Maria Profitlich : Stefan Huhn
- Armin Rohde : Penner
- Michael Gwisdek : Bahnangestellter
- Axel Stein : Dieter Huhn
- Jürgen Vogel : Hausmeister